# Latisipho
Latisipho là một chi ốc biển, là động vật thân mềm chân bụng sống ở biển trong họ Buccinidae.

## Các loài
Các loài trong chi Latisipho gồm có:
- Latisipho acosmius (Dall, 1891)
- Latisipho aphelus (Dall, 1889)
- Latisipho bristolensis (Dall, 1919)
- Latisipho halibrectus (Dall, 1891)
- Latisipho halidonus (Dall, 1919)
- Latisipho halli (Dall, 1873)
- Latisipho hypolispus (Dall, 1891)
- Latisipho morditus (Dall, 1919)
- Latisipho pharcidus (Dall, 1919)
- Latisipho siphonoidea (Dall, 1913)